# Hoplophorella craterifer
Hoplophorella craterifer är en kvalsterart som först beskrevs av Hammer 1971.  Hoplophorella craterifer ingår i släktet Hoplophorella och familjen Phthiracaridae. Inga underarter finns listade i Catalogue of Life.